# Immanuelskyrkan, Jönköping
Immanuelskyrkan i Jönköping är en svensk kyrkobyggnad som tillhör Immanuelskyrkans församling i Jönköping som är ansluten till Equmeniakyrkan i Sverige.
Immanuelskyrkan i Jönköping, vid Oxtorgsgatan 15, är ritad av Carl Nyrén och uppfördes 1975 för Svenska Missionsförbundet. Den invigdes 1976. Kyrkan har två plan ovan jord och är huvudsakligen en träbyggnad med laserad träfasad. Kyrksalen är belägen i markplanet och har obehandlade träväggar och en maximal takhöjd på omkring tio meter. Den kan ta upp till 600 besökare samtidigt Hela fastigheten, inkluderande allrum, lekhall och musikrum samt övervåning, är godkänd för 870 personer samtidigt.

## Fotogalleri

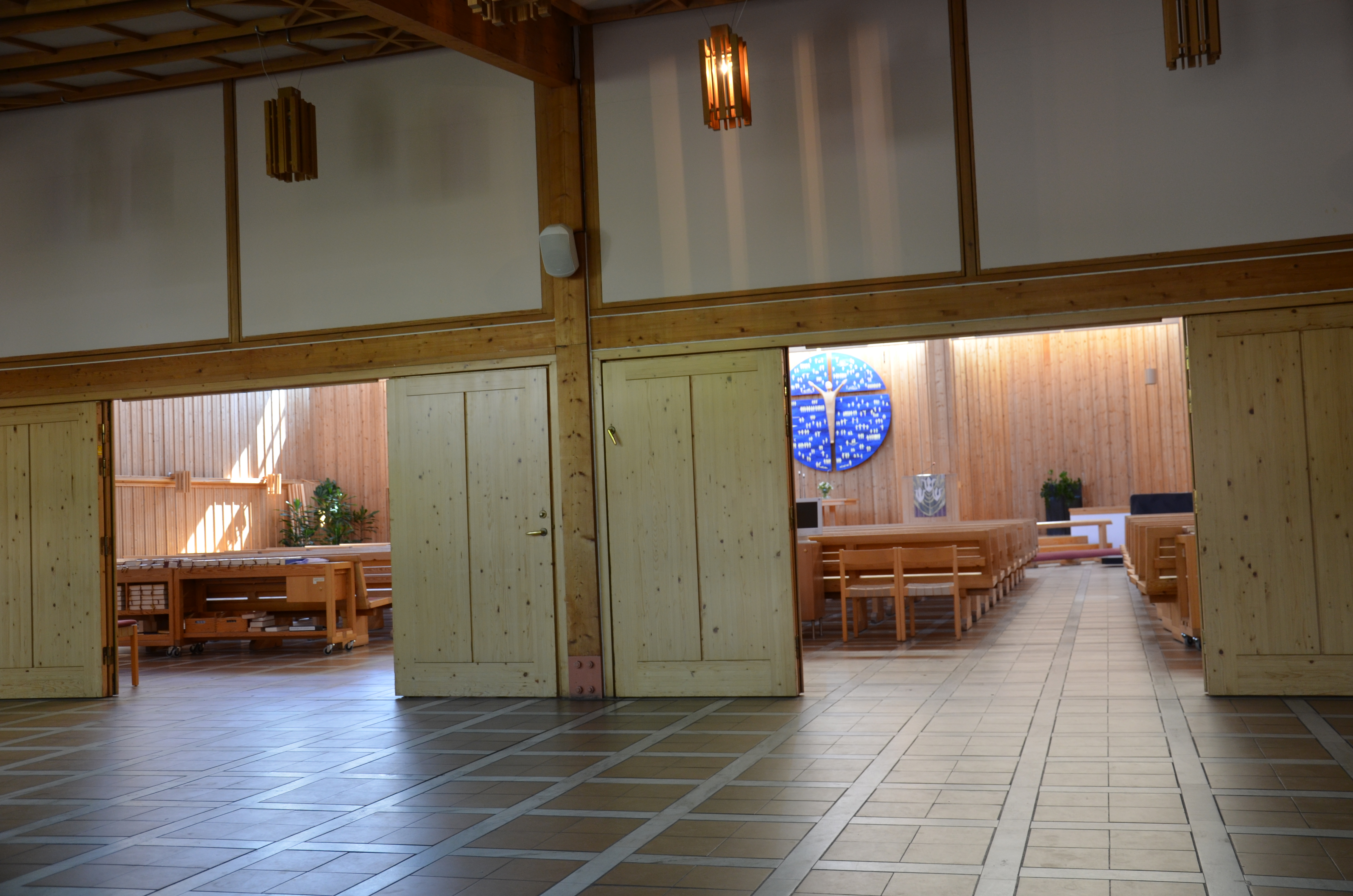
Interiör från Kyrktorget
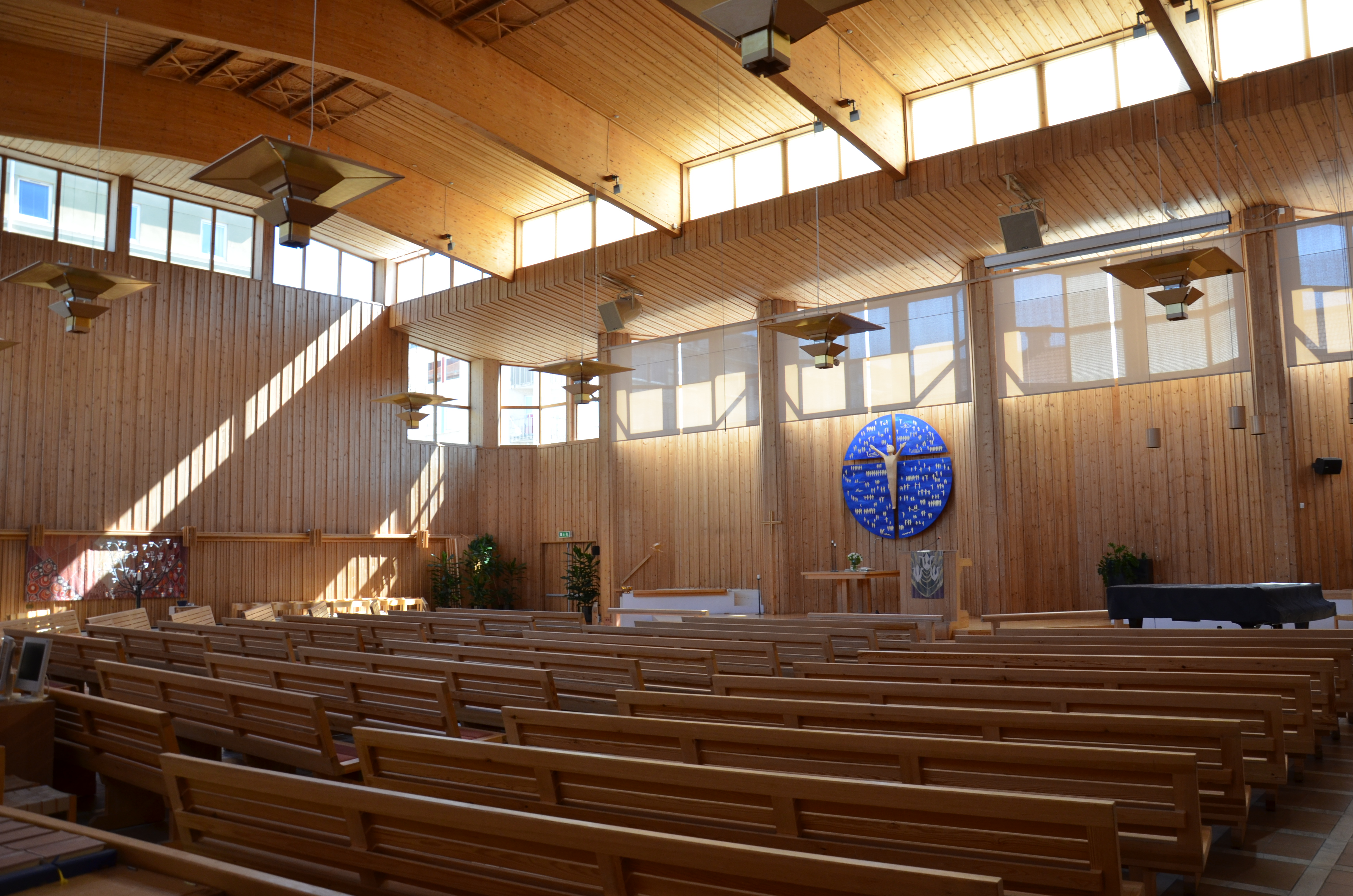
Kyrksalen